# Kanton Vivonne
Kanton Vivonne (fr. Canton de Vivonne) je francouzský kanton v departementu Vienne v regionu Poitou-Charentes. Skládá se ze šesti obcí.

## Obce kantonu
- Château-Larcher
- Iteuil
- Marçay
- Marigny-Chemereau
- Marnay
- Vivonne